# Turtle (Wisconsin)
Turtle – miasto w Stanach Zjednoczonych, w stanie Wisconsin, w hrabstwie Rock.